# Antoine Aukar
Antoine Aukar OAM (* 28. Dezember 1964 in Mreiji, Beirut) ist ein libanesischer Geistlicher und Kurienbischof des maronitischen Patriarchats von Antiochien.

## Leben
Antoine Aukar erwarb zunächst einen Abschluss in Mathematik und unterrichtete an einer Oberschule in Ghazir. Nach dem Eintritt in die Ordensgemeinschaft der Maronitischen Antonianer studierte er am Institut Catholique in Lyon, wo er das Lizenziat in Theologie sowie in biblischer Theologie erwarb. Am 12. Juni 1995 legte er die ewige Profess ab und empfing am 10. August 1996 das Sakrament der Priesterweihe.
Nach der Priesterweihe war er unter anderem Sekretär des Generalsuperiors seines Ordens und lehrte biblische Theologie an verschiedenen Universitäten. Bis zu seiner Wahl zum Bischof war er Generalvikar seines Ordens.
Am 15. Juni 2019 bestätigte Papst Franziskus seine Wahl zum Kurienbischof durch die maronitische Synode und ernannte ihn zum Titularbischof von Ptolemais in Phoenicia dei Maroniti. Der maronitische Patriarch von Antiochien, Béchara Pierre Kardinal Raï OMM, spendete ihm und dem mit ihm ernannten Kurienbischof Peter Karam am 31. Juli desselben Jahres die Bischofsweihe. Mitkonsekratoren waren der Erzbischof von Beirut, Paul Abdel Sater, und der emeritierte Bischof von Baalbek-Deir El-Ahmar, Simon Atallah OAM.